# Francisco Massenlli Guarda
Francisco Vargas Fontecilla, político conservador chileno. Nació en Valdivia, el 1812. Falleció en Santiago, el 17 de abril de 1899. Hijo de Pablo Massenlli, español, y Ángela de la Guarda, valdiviana.
Cursó Humanidades en el Instituto Nacional y luego se trasladó a Concepción, donde ocupó algunos cargos públicos, entre otros, Intendente de la provincia. 
Sostuvo una disputa con el obispo de Concepción, José Hipólito Salas, a raíz del fallecimiento del coronel Manuel Zañartu (1885), donde el obispo se negaba a enterrarlo en el cementerio general por no ser católico y el Intendente ordenó la inhumación asumiendo toda responsabilidad contra las protestas del clero y de su propia colectividad, el Partido Conservador. Esta pugna será el inicio del proceso que culminará con la promulgación de las Leyes laicas por el gobierno de Santa María.
Diputado suplente por Concepción y Talcahuano (1867), pero nunca ocupó la titularidad.
Senador propietario por Chiloé (1870-1879). Integró la comisión permanente de Gobierno y Relaciones Exteriores.
En 1891 adhirió a la causa de José Manuel Balmaceda. Vivió sus últimos años en Santiago.